# Adrienne Stiff-Roberts
Adrienne Stiff-Roberts es profesora asociada de Ingeniería eléctrica de la Universidad de Duke.  Estudia nuevos materiales híbridos para dispositivos optoelectrónicos y de energía.

## Primeros años y educación
Stiff-Roberts cursó su licenciatura en física en el Spelman College. Fue parte del programa de Mujeres en Ciencias y en Ingeniería de la NASA y del Spelman College. Durante las vacaciones de verano, Stiff-Roberts trabajó en Ames Research Center. Se unió al Instituto de Tecnología de Georgia donde obtuvo su licenciatura en Ingeniería en 1999. Luego realizó sus estudios de postgrado en la Universidad de Míchigan, donde estudió fotodetectores de punto cuántico, obteniendo su doctorado en el 2004. Fue miembro de Phi Beta Kappa. Fue financiada por la beca de estudiantes de postgrado de la Fundación David y Lucile Packard y la beca de los laboratorios de AT&T. También obtuvo el financiamiento Burroughs Wellcome.

## Investigación y carrera
En el 2008, Stiff-Roberts recibió el Premio Presidencial de Carrera Temprana para Científicos e Ingenieros de la Oficina de Investigación Naval. En el 2014 ganó un fondo de Iniciativa de Energía para estudiar celdas solares plasmónicas. En la Universidad de Duke, Stiff-Roberts dirige un laboratorio enfocado en la evaporación por láser pulsado asistido por matriz infrarroja resonante (RIR-MAPLE sus siglas en inglés). Es una tecnología versátil que ha evolucionado a partir de la deposición por láser pulsado, que ofrece un control preciso de la composición de un material. La técnica implica congelar una solución de bloques de construcción moleculares y luego se les aplica un láser dentro de una cámara de vacío. El láser está sintonizado a los enlaces moleculares del solvente congelado. Ella está trabajando con David Mitzi para crear celdas solares de perovskita. Stiff-Roberts participa en varias iniciativas que buscan mejorar la diversidad en ingeniería. En una Universidad de Duke, Stiff-Roberts dirige la Red de Estudiantes de Ingeniería Fortaleciendo Oportunidades en Investigación (SENSOR, sus siglas en inglés, que es una academia de los sábados para estudiantes de grupos minoritarios de 8.º grado. En el 2016, ganó el premio Julian Abele como mentora de postgrados del año. En el 2017, Stiff-Roberts fue parte de la celebración de la Universidad de Duke Hidden Figures. Es miembro de la Sociedad Nacional de Físicos Negros.